# Бретонська чорно-ряба порода
Бретонська чорно-ряба порода (фр. Bretonne pie noir, до 1882 — морбіанська, фр. Morbihannaise, бретонська, фр. Bretonne, корнуайська, фр. Cornuailles) — порода великої рогатої худоби молочного напряму. Виведена у Франції в регіоні Корнуай (захід Бретані). Племінну книгу було відкрито у 1884 році. У 1880-х роках становила 1/8 всього поголів'я французької великої рогатої худоби, однак у XX столітті її поголів'я значно зменшилося, що викликало потребу прийняття програми з її збереження. За розмірами тулубу й масою є найменшою породою Франції.

## Історія
Як окрема порода, визнавалася вже у 1843 році на сільськогосподарських виставках. Спершу порода називалася просто «бретонською». У 1884 році порода отримала сучасну назву, тоді також було відкрито племінну книгу, що тепер є однією з найстаріших племінних книг Франції. Окрім чорно-рябого, існувало також червоно-рябе відріддя породи, яке було схрещене з даремською породою (теперішня шортгорнська) і перетворене на армориканську породу. У 1880-х роках налічувалося 1,5 млн голів бретонської чорно-рябої породи, що становило 1/8 всього поголів'я великої рогатої худоби Франції. Міністерство торгівлі США у 1888 році характеризувало породу як «найспокійнішу й найвитривалішу з усіх наявних порід». Худоба була невеликого розміру: середній зріст корів становив 97-107 см, а маса — 150—200 кг (маса бугаїв 220—350 кг). Надої молока становили 1460—1825 кг на рік.
У 1900 році налічувалося 0,5 млн голів цієї породи. З 1950-х років порода зазнавала конкуренції з боку французького типу фризького відріддя голландської породи (теперішня прим-голштинська порода). Між 1968 і 1972 роками бретонську чорно-рябу породу схрещували з айрширською породою, однак безуспішно. У середині XX століття поголів'я породи значно зменшилося. У 1975 році поголів'я породи налічувало 15 000 голів. Тоді було прийнято програму зі збереження породи. Для програми було відібрано лише 311 корів 46 власників і 22 бугаї з відомим походженням. Це була перша порода поміж усіх порід Франції з нечисленним поголів'ям, для якої було створено програму зі збереження й розвитку.
Окрім схрещування з айрширською худобою, робилися спроби схрещувати бретонську чорно-рябу породу з шортгорнською, однак вони також не мали успіху. Схрещуванням бретонської породи з фризькою і шортгорнською було одержано базужеську породу, що була дещо популярна у 1930-х роках.

## Опис
Масть тварин чорно-ряба. За розмірами порода є найменшою серед порід великої рогатої худоби Франції. Середній зріст бугаїв становить 123 см, корів — 117 см, жива маса бугаїв — 600 кг, корів — 400 кг. Через незначні схрещування порода є однією з тих, що найкраще зберегли свій первісний характер. Середньорічний надій становить 3561 кг молока жирністю 4,33 %.

## Поширення
Худоба бретонської чорно-рябої породи поширена переважно у Бретані та суміжних з нею департаментах, а також значно меншою мірою — в інших регіонах Франції. Станом на липень 2013 року налічувалося 1490 корів, що утримувалися у господарствах 305 власників.

## Виноски
1. 1 2 3 4 5 6 7 8 9  Breton Black Pied. // Valerie Porter, Lawrence Alderson, Stephen J.G. Hall, D. Phillip Sponenberg (2016). Mason's World Encyclopedia of Livestock Breeds and Breeding [Архівовано 21 грудня 2016 у Wayback Machine.] (sixth edition). Wallingford: CABI. — P. 140. ISBN 9781780647944. (англ.)
2. ↑  Vache Bretonne pie noir. Сайт "Races de Bretagne" http://www.races-de-bretagne.fr. Fédération des Races de Bretagne. Архів оригіналу за 3 січня 2017. Процитовано січень 2017. {{cite web}}: Зовнішнє посилання в |work= (довідка) (фр.)
3. ↑  Race bovine Bretonne pie noir. Сайт "Races de France" http://www.racesdefrance.fr. Maison Nationale des Éleveurs. Архів оригіналу за 16 травня 2017. Процитовано січень 2017. {{cite web}}: Зовнішнє посилання в |work= (довідка) [Архівовано 16 травня 2017 у Wayback Machine.] (фр.)